# 예정된 시간을 위하여
《예정된 시간을 위하여》는 1990년 6월 발매된 여성 싱어송라이터 故 장덕 추모 음반이다. 1990년 2월 수면제 과다복용으로 장덕이 사망하자 위일청, 이선희, 임지훈, 김범룡, 박혜성, 전영록, 최성수, 진미령 등 12인의 동료가수들이 장덕을 추모하며 장덕의 매니저 겸 음반 연출을 담당했던 김철한의 기획하에 그해 6월 《예정된 시간을 위하여》를 발표하였다. 이 앨범은 12인의 동료 가수들이 장덕이 생전 발표한 작품들을 리메이크 하여 수록하고 있는 형태이지만  <일어나>, <내가 만나는 하나님에게> 장덕 작사/작곡의 미발표곡들도 포함되어 있다.

### 참여자 크레딧
STAFFS
Project : 코아기획
Exetive Producer : 김철한
Recording at : Seoul Studio / New Seoul Record co.(Jamsil Studio) / Hankuk Studio
Recording Engineer : 최세영, 도정희, 노현수
Mixing Engineer : 최세영
Cutting : Seoul Studio 서상환
Photo : 고문식
Design : 곽정일, 이영윤
Arranged by : 연석원, 김명곤, 최진영
Music Director : 지명길, 연석원, 김명곤, 최진영, 위일청, 이용식, 정성헌
Editor : 김철한
MUSICIAN
Guitar : 연석원, 윤영인, 김광석, 함춘호, 최이철, 최진영, 윤승태
Bass : 신현권, 이수용, 이승수
Key Board : 변성룡, 김명곤, 최경식, 송태호, 윤효간, 한정호
Drum & Percusion : 강윤기, 배수연, 이병일, 박영용
Accordion : 심성락
Back Vocals : 정성헌, 정기수, 최의화, MBC합창단
Special Guest : 박인수
도와주신분들
현대음반(주), 강석호, 정준호
한국음반(주), 강필성, 정해성
신서계레코드(주), 김경식, 지성철
오아시스레코드(주), 김봉식, 진유영
예음사, 김유진, 이경
예당기획, 김윤식, 이성구
해광기획, 김장근, 이정열
예맥기획, 김종부, 이종일
서창기획, 김지원, 이영윤
아트랩, 구은서, 함경문
대국기획, 남궁옥분, 훈이
한양이벤트(주), 문인옥
하모니회, 박지훈
MBC합창단, 송창식
포토뮤직, 신동필
전국DJ친목회, 신서영
전국DJ연합회, 신혜수
중앙일보 하이틴
선경연예프로덕션

## 곡 목록
다음 모든 곡들은 장덕 작사 · 작곡이다. 단 B면 3번 트랙은 예외이다.
Side one
1. "일어나 (위일청)" (장덕 작사 / 장덕 작곡) - 03:54
2. "소녀와 가로등 (이선희)" (장덕 작사 / 장덕 작곡) - 04:18
3. "이별인 줄 알았어요 (임지훈)" (장덕 작사 / 장덕 작곡) - 04:13
4. "너에게 안녕을 고할 때 (김범룡)" (장덕 작사 / 장덕 작곡) - 03:28
5. "날 찾지 말아요 (지예)" (장덕 작사 / 장덕 작곡) - 03:47
6. "슬픈 약속 (박혜성)" (장덕 작사 / 장덕 작곡) - 03:43

Side two
1. "예정된 시간을 위하여 (합창)" (장덕 작사 / 장덕 작곡) - 04:03
2. "내가 만나는 하나님에게 (임종환)" (장덕 작사 / 장덕 작곡) - 03:48
3. "미소를 띄우며 나를 보낸 그 모습처럼 (전영록)" (이은하 작사 / 장덕 작곡) - 03:38
4. "연민 (양하영)" (장덕 작사 / 장덕 작곡) - 03:59
5. "우리는 친구 (최성수)" (장덕 작사 / 장덕 작곡) - 04:01
6. "님 떠난 후 (진미령)" (장덕 작사 / 장덕 작곡) - 03:04